# Benoît Tréluyer
Benoît Tréluyer (7 de diciembre de 1976, Alençon, Francia) es un piloto de automovilismo de velocidad francés. Obtuvo el Campeonato Mundial de Resistencia de 2012, y venció en las 24 Horas de Le Mans de 2011, 2012 y 2014. Asimismo, fue campeón de la Fórmula Nippon en 2006 y subcampeón en 2003, 2007 y 2009, y consiguió el Campeonato Japonés de Gran Turismos de 2008 y el subcampeonato 2011.

## Inicios
Tréluyer compitió en motocross desde 1983 hasta 1989, y en karting entre 1990 y 1994. En 1994 fue finalista en el volante Elf-ACO en 1994. En 1995 debutó en la Fórmula Renault Campus Francesa. Luego disputó la Fórmula Renault Francesa en 1996 y 1997, finalizando sexto en su segundo año.
El francés ascendió a la Fórmula 3 Francesa, donde resultó noveno en 1996 y tercero en 1997. También en 1997, obtuvo la victoria en el Gran Premio de Pau de Fórmula 3 y terminó tercero en el Super Premio de Corea.

## Japón (2000-2009)
Al no conseguir una butaca en la Fórmula 3000, el francés se mudó a Japón en 2000, donde continuó su carrera como piloto en la Fórmula 3 Japonesa. También finalizó cuarto en el Masters de Fórmula 3.
En 2001 obtuvo 16 victorias y 14 pole positions en 20 carreras de la Fórmula 3 Japonesa, de modo que se coronó campeón holgadamente. A su vez, finalizó segundo en el Gran Premio de Macao y tercero en el Super Premio de Corea. Por otra parte, participó en las tres fechas finales del Campeonato Japonés de Gran Turismos para el equipo Dome con un Honda NSX de la clase GT500, obteniendo un tercer puesto en la última de ellas.
Tréluyer comenzó a disputar la Fórmula Nippon en 2002 a la edad de 25 años. Corriendo para el equipo Cerumo, puntuó en su tercera participación pero se ausentó en la segunda mitad del año. En 2003 pasó al equipo Impul, con el cual logró dos victorias y dos segundos puestos, que le significaron terminar segundo en la tabla de posiciones por detrás de su compañero de equipo Satoshi Motoyama.
En 2004, el francés consiguió dos victorias y un segundo lugar, de modo que resultó cuarto a apenas tres puntos del campeón Richard Lyons y el subcampeón André Lotterer. Con una sola victoria y apenas tres arribos en zona de puntos, quedó sexto en el campeonato 2005.
El piloto dominó la temporada 2006 de la Fórmula Nippon, al acumular cuatro victorias y siete podios en nueve carreras, de modo que obtuvo el campeonato frente a Tsugio Matsuda y Lotterer. En 2007 cosechó una victoria y cinco podios, pero Matsuda fue más regular y lo relegó al subcampeonato.
Tréluyer no logró ningún podio en la Fórmula Nippon 2008, de modo que quedó octavo en el clasificador final. En 2009, su séptimo y último año como piloto de Impul, sumó una victoria y cinco podios en ocho carreras. De este modo, el piloto cerró su etapa en monoplazas con un subcampeonato, siendo superado por Loïc Duval y sus cuatro victorias.
En paralelo a su actividad en la Fórmula Nippon, Tréluyer disputó el Campeonato Japonés de Gran Turismos desde 2002 hasta 2011 como piloto oficial de Nissan. Ese año corrió en las últimas tres fechas con un Nissan Skyline de la clase GT500 para el equipo Impul. En 2003 se convirtió en piloto titular de Impul. Logró dos victorias y un segundo puesto, que le significaron obtener el séptimo puesto en el campeonato de pilotos de GT500.
El francés no brillo en los siguientes cuatro años como piloto de Impul, en este caso pilotando un Nissan 350Z. Logró en total dos victorias (una de ellas en los 1000 km de Suzuka de 2006) y seis podios en las 32 carreras, obteniendo como mejor resultado de campeonato un 14º en 2006.
Tréluyer pasó al equipo Nismo para la temporada 2008, ahora con el nuevo Nissan GT-R R35 de la clase GT500 y con Motoyama como compañero de butaca. Ese año se coronó campeón con tres victorias. En 2009 terminó sexto con dos victorias y dos segundos puestos. El francés sumó solamente dos segundos puestos en 2010, de modo que finalizó 13º. El piloto sumó tres victorias en 2011, de modo que obtuvo el subcampeonato.

## Le Mans (2002-presente)
El francés debutó en las 24 Horas de Le Mans en la edición 2002, cuando finalizó tercero en la clase GTS al volante de un Chrysler Viper del equipo de la FFSA. En 2004, volvió a disputar la prueba pero en la clase principal de sport prototipos para el equipo Pescarolo, resultando cuarto junto a Érik Comas y Soheil Ayari.
Pescarolo volvió a contratar a Tréluyer para disputar las 24 Horas de Le Mans 2007 con un Pescarolo 01 de la clase LMP1. Ese año finalizó 13º junto a Harold Primat y Christophe Tinseau. Con los mismos compañeros de butaca y automóvil, el piloto terminó séptimo en 2008. En 2009 utilizó un Peugeot 908 HDI FAP junto a Jean-Christophe Boullion y Simon Pagenaud, pero abandonó a mitad de carrera luego de un choque fortísimo.
Tréluyer se unió al equipo oficial de Audi para las 24 Horas de Le Mans de 2010. El piloto finalizó segundo con un Audi R15 TDI acompañado de Lotterer y Marcel Fässler. También arribó retrasado en los 1000 km de Spa-Francorchamps y sexto en Petit Le Mans. En 2011, el trío pasó a utilizar el nuevo Audi R18 TDI, con el cual terminó sexto en Spa-Francorchamps y obtuvo la victoria en Le Mans.
El francés volvió a pilotar junto a Lotterer y Fässler en 2012, pero esta vez en las ocho fechas del Campeonato Mundial de Resistencia con un Audi R18 híbrido, habiendo culminado su actividad en Japón. Volvió a vencer en Le Mans y consiguió tres victorias, tres segundos puestos y un tercero, de modo que obtuvo los campeonatos de pilotos y constructores de LMP1.
El trío logró en el Campeonato Mundial de Resistencia 2013 tres victorias, dos segundos puestos, un tercero, por lo cual quedaron como subcampeones en el campeonato mundial de pilotos de la categoría, aunque contribuyeron a que Audi repitiera el título de marcas de la LMP1. Por otro lado, Tréluyer ganó las 12 Horas de Sebring junto a Fässler y a Oliver Jarvis.
En 2014, Tréluyer, Lotterer y Fässler ganaron en Le Mans y en Austin, pero después en las seis fechas restantes del Campeonato Mundial de Resistencia obtuvo dos cuartos puestos como mejor resultado, finalizando subcampeones.
Continuando con Audi en 2015, el francés triunfó en Silverstone y Spa-Francorchamps, en tanto que obtuvo dos segundos puestos y arribó tercero en Le Mans y las demás fechas. Por tanto, fue subcampeón de pilotos y de marcas. Tréluyer se perdió dos carreras por una lesión en la columna vertebral en 2016, lo que lo ubicó 15º en el campeonato de pilotos, con un podio.

## Resultados

### Campeonato Mundial de Resistencia de la FIA
(Clave) (negrita indica pole position) (cursiva indica vuelta rápida)

| Año  | Escudería             | Clase | Automóvil               | 1   | 2   | 3   | 4   | 5   | 6   | 7   | 8   | 9   | Pos. | Puntos | Ref.  |
| ---- | --------------------- | ----- | ----------------------- | --- | --- | --- | --- | --- | --- | --- | --- | --- | ---- | ------ | ----- |
| 2012 | Audi Sport Team Joest | LMP1  | Audi R18 e-tron quattro | SEB | SPA | LMS | SIL | SÃO | BHR | FUJ | SHA |     | 1.º  | 172.5  | [ 1 ] |
| 2012 | Audi Sport Team Joest | LMP1  | Audi R18 e-tron quattro | 11  | 2   | 1   | 1   | 2   | 1   | 2   | 3   |     | 1.º  | 172.5  | [ 1 ] |
| 2013 | Audi Sport Team Joest | LMP1  | Audi R18 e-tron quattro | SIL | SPA | LMS | SÃO | COA | FUJ | SHA | BHR |     | 2.º  | 149.25 | [ 2 ] |
| 2013 | Audi Sport Team Joest | LMP1  | Audi R18 e-tron quattro | 2   | 1   | 5   | 1   | 3   | 14  | 1   | 2   |     | 2.º  | 149.25 | [ 2 ] |
| 2014 | Audi Sport Team Joest | LMP1  | Audi R18 e-tron quattro | SIL | SPA | LMS | COA | FUJ | SHA | BHR | SÃO |     | 2.º  | 127    | [ 3 ] |
| 2014 | Audi Sport Team Joest | LMP1  | Audi R18 e-tron quattro | Ret | 5   | 1   | 1   | 6   | 4   | 4   | 5   |     | 2.º  | 127    | [ 3 ] |
| 2015 | Audi Sport Team Joest | LMP1  | Audi R18 e-tron quattro | SIL | SPA | LMS | NÜR | COA | FUJ | SHA | BHR |     | 2.º  | 161    | [ 4 ] |
| 2015 | Audi Sport Team Joest | LMP1  | Audi R18 e-tron quattro | 1   | 1   | 3   | 3   | 2   | 3   | 3   | 2   |     | 2.º  | 161    | [ 4 ] |
| 2016 | Audi Sport Team Joest | LMP1  | Audi R18                | SIL | SPA | LMS | NÜR | MEX | COA | FUJ | SHA | BHR | 6.º  | 70     | [ 5 ] |
| 2016 | Audi Sport Team Joest | LMP1  | Audi R18                | EX  | 5   | 4   |     | WD  | 6   | Ret | 6   | 2   | 6.º  | 70     | [ 5 ] |